# 43087 Castegna
43087 Castegna este o planetă minoră (asteroid), cu un diametru de 13,321 km, din Outer Main Belt⁠(d). A fost descoperită pe 28 noiembrie 1999 la Osservatorio Astronomico di Gnosca⁠(d) de Stefano Sposetti⁠(d). 
Obiectul prezintă o orbită caracterizată de o semiaxă mare de 3,2024563422859 UAi, o excentricitate de 0,21675668713192, o înclinație de 15,813443896072 ° în raport cu ecliptica.